# Guahayona
Guahayona ist ein Trickster in den Mythen der Taíno-Indianer.
Als sich in mythischen Zeiten die Menschen in Höhlen aufhielten und diese nicht verlassen konnten, da sie von einem Mann – der Sonne selbst? – bewacht wurden, bot sich Guahayona an, die Menschen „ans Licht“ zu führen und zuerst die Frauen und Kinder mitzunehmen – eine ehrenhafte Handlungsweise, wie man glauben möchte. Doch die Frauen führte er auf eine Insel, auf der seither nur Frauen leben, und die Kinder ließ er an einem Bach liegen, bis sie vor lauter Hunger zu schreien begannen und sich in Frösche verwandelten. Er führte also alle „hinters Licht“.
In einer anderen Erzählung raubte Guahayona gemeinsam mit seinem Schwager die Frauen eines Fürsten und stieß ersteren ins Wasser, als sie gemeinsam das Meer überquerten – um danach alle Frauen doch auf einer Insel zurückzulassen und mit der, die ihm am besten gefiel, auf eine andere zu fahren.
Allerdings bringt er die Menschen – wenn auch nicht alle! – tatsächlich in neue Lebensgebiete und besiegt in der Folge auch viele Feinde der Taino.